# Ремюаж
Процес «очищення» шампанського від осаду. Шампанське часів мадам Кліко було досить каламутним. Його не наважувалися проціджувати від решток виноградних дріжджів, бо ж ігристі вина вирізнялися тим, що містили бульбашки, себто вуглекислий газ, а процідити напій означало втратити велику частку вуглекислоти.
Барб-Ніколь Кліко розв'язала це питання, встановивши спеціальні пристрої — пюпітри, завдяки яким пляшки трималися під кутом горловиною пляшки донизу. Коли весь осад збирався біля корка, його замінювали з мінімальною втратою карбонізації. Ця технологія очищення шампанського дістала назву ремюаж. 
Ця інновація вдови Кліко допомогла її компанії стати лідером у виробництві шампанського, залишивши конкурентів позаду.